# Gerardo I di Mâcon
Gerardo di Borgogna, Géraud in francese, Gerard in catalano e Gerardus in latino (prima metà del XII secolo – 15 settembre 1184), fu Conte di Mâcon e di Vienne dal 1157 e signore di Salins dal 1175 fino alla sua morte.

## Origine
Sia secondo il Recueil des chartes de l'abbaye de Cluny. Tome 5, che secondo la Chronica Albrici Monachi Trium Fontium Gerardo era il figlio secondogenito del conte d'Auxonne,  conte di Vienne, Conte di Mâcon e anche reggente della Franca Contea di Borgogna, Guglielmo IV di Borgogna e della moglie, Ponzia o Alice di Traves, figlia, secondo la Histoire généalogique des sires de Salins au comté de Bourgogne, del signore di Traves, Tebaldo (1064 - 1122).

Guglielmo IV di Borgogna era il figlio maschio secondogenito del conte di Mâcon e conte di Vienne Stefano I detto l'Ardito, che, nel 1097, divenne anche reggente della Franca Contea di Borgogna e di Beatrice di Lorena (?- ca. 1116), figlia del Conte di Metz e Chatenoy e Duca di Lorena, Gerardo I, come ci viene confermato dal documento nº 3791 del Recueil des chartes de l'abbaye de Cluny. Tome 5 (anche se il nome di Beatrice non viene citato, ma viene confermato dalla nota della pagina successiva).

## Biografia
La prima citazione di Gerardo si ha nel documento nº 4122 del Recueil des chartes de l'abbaye de Cluny. Tome 5, datato 1147, inerente a una donazione del padre, Guglielmo IV (Willelmus Masticonensis comes et Burgundie), alla presenza di sua madre, Ponzia, del fratello Stefano e di Gerardo (Poncia comitissa uxore mea et filiis meis Stephano et Gerardo).
Suo zio (il fratello maggiore di suo padre), Rinaldo, conte di Mâcon, conte di Vienne e Conte di Borgogna, secondo gli Obituaires de la province de Sens. Tome 1 / Tome 1 / Partie 1 /I, Prieuré de Saint-Martin-des-Champs, morì il 15 gennaio (XVIII Kal Feb) del 1148, come ci viene confermato dalla nota nº 8 degli stessi Obituaires de la province de Sens. Tome 1 / Tome 1 / Partie 1 /I, Prieuré de Saint-Martin-des-Champs; suo padre, Guglielmo, rimase unico conte di Mâcon e di Vienne, mentre, nel titolo di contessa di Borgogna, gli succedette l'unica figlia di Rinaldo, Beatrice, dell'età di tre anni, che fu posta sotto la tutela dello zio, Guglielmo.
Suo padre, Guglielmo, non si accontentò della reggenza ma cercando di appropriarsi dei beni e dei titoli di Beatrice, tenendola praticamente prigioniera, tentò di spodestare la nipote, impossessandosi di tutti i suoi beni.
L'imperatore Federico Barbarossa, che tre anni prima aveva divorziato dalla prima moglie, Adelaide di Vohburg, nel 1156, il giorno di Pentecoste, a Würzburg, sposò sua cugina, Beatrice, vanificando il tentativo di suo padre, Guglielmo di impossessarsi della contea di Borgogna. Comunque Guglielmo continuò a governare la contea di Borgogna sino alla sua morte, che avvenne non molto tempo dopo, prima dell'ottobre 1157; infatti il 28 ottobre di quell'anno, i due figli legittimi, Stefano e Gerardo, con la loro madre, Ponzia o Alice di Traves, secondo la Histoire généalogique des sires de Salins au comté de Bourgogne, misero fine ad una disputa con l'abbazia di Charlieu, che era stata iniziata da Guglielmo.
Dopo la sua morte di suo padre, Guglielmo IV di Borgogna, la contea di Auxonne e la signoria di Traves, andarono a Stefano, figlio primogenito, mentre le contee di Vienne e di Mâcon andarono al secondogenito, Gerardo.
Dopo aver sposato Mauretta di Salins, secondo la Histoire généalogique des sires de Salins au comté de Bourgogne, Gerardo e Mauretta (Girardo et filiæ meæ uxori eius) ricevettero dal suocero, Gaucher III, signore di Salins (Gualcherius Salinensis dominus) il feudo di Ponzio di Cuiseaux (casamentum donni Pontii de Cuisello).
Nel 1166, Gerardo era stato condannato dal re di Francia, Luigi VII, per la causa avuta con la chiesa di Mâcon.
Suo fratello, Stefano morì nel 1173, in quanto in quella data, secondo il documento n° LXXXVI delle Preuves de l'Histoire générale et particulière de Bourgogne. Tome 1, assieme alla moglie, Giuditta (Judith comitissa uxore mea), Stefano (Stephanus comes Burgundie et dominus de Treve) fece una donazione all'abbazia di Tart e sempre in quello stesso anno, Gerardo (Girardus in Burgundia comes Matisconensis), secondo un documento (non consultato) fece una donazione all'Abbazia di Cîteaux, in memorio del suo defunto fratello, Stefano (Stephanus comes frater meus).
Verso il 1174, dopo la morte dello zio, Umberto IV di Salins, Mauretta era divenuta erede della signoria di Salins.
Nel 1175, ancora secondo la Histoire généalogique des sires de Salins au comté de Bourgogne, Gerardo e Mauretta (comes Girardus et Maura comitissa et domina de Salinis) controfirmarono una donazione del suocero, Gaucher III, signore di Salins (Gualcherius Salinensis dominus).
In quello stesso anno, Gaucher III morì e Gerardo e Mauretta divennero signori di Salins, come conferma la Histoire généalogique des sires de Salins au comté de Bourgogne, Gerardo e Mauretta (Girardus comes Viennæ et Matisconensis et Maura comitissa et domina Salinensis), nel 1175, fecero una donazione in suffragio dell'anima del suocero, Gaucher III (pro anima domini Gualcherii Salinensis).
Nel 1180, dato che il nuovo re di Francia, Filippo Augusto, aveva solo quindici anni, Gerardo, secondo la Histoire de Mâcon du IXème au XIIIème, riprese le sue angherie contro i religiosi, costringendo Filippo Augusto ad intervenire nella sua contea in soccorso dell'abate di Cluny a causa della disputa per Pierre-Perthuis; Gerardo, assediato dal re, si arrese e dovette accettare le condizioni imposte da Filippo Augusto.

Il documento nº 4279 del Recueil des chartes de l'abbaye de Cluny. Tome 5, datato 1180, sancisce l'accordo intercorso tra la chiesa di Mâcon e Gerardo I (comitem Gerardum Matisconensem), alla presenza dei figli, Guglielmo e Gaucher (Willelmus et Gaucherius filii sui).
Gerardo morì nel 1184; il necrologio di Besançon Saint-Etienne riporta che morì il 15 settembre (XVI Kal Oct obiit Gerardus Viennensis comes) e gli succedettero Guglielmo Conte di Mâcon e di Vienne (Willermus eius filius) e Gaucher signore di Salins (Gualcherius dominus Salinensis eiusdem comitis filius), come riportato dalla Histoire généalogique des sires de Salins au comté de Bourgogne.

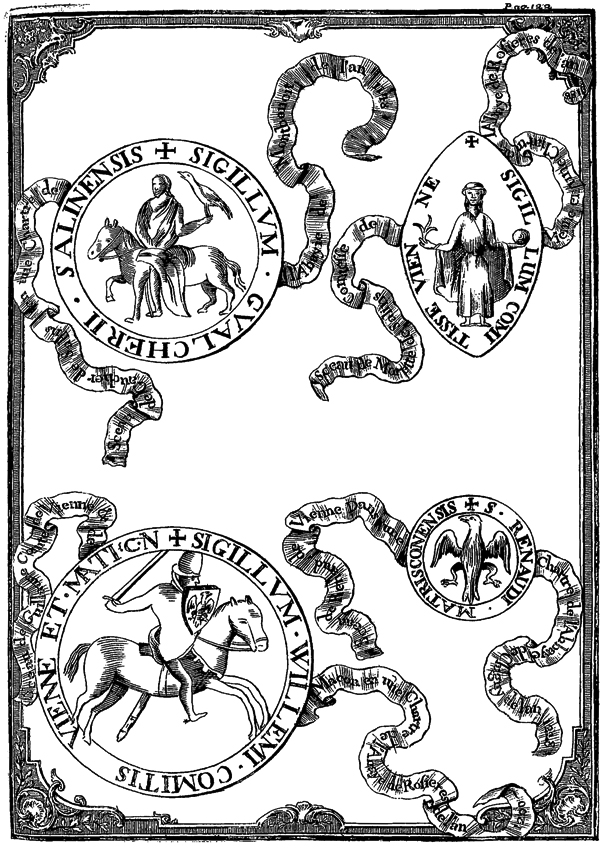
Sigilli di Gaucher III, di Mauretta di Salins, di Guglielmo e di Rinaldo

## Matrimonio e discendenza
Gerardo aveva sposato, prima del 1166, Mauretta di Salins (1140 circa - dopo il 1218), figlia di Gaucher III, signore di Salins e della moglie, come conferma la Chronica Albrici Monachi Trium Fontium.

Mauretta viene citata come contessa di Macon e di Vienne (M. largitione divina Matisconis et Vihennæ comitissa) in un documento del 1192 e in uno del 1200, assieme ai figli Guglielmo, Gaucher e Gerardo (Moreta Viennensis comitissa et filii mei comes Vuillelmus Gaucherus et Girardus).

Nel capitolo II della Centuria I della Biblioteca Sebusiana, inerente alla fondazione di un'abbazia (fundatio abbatia Golliana) , Mauretta viene ancora citata, assieme al figlio Gaucher (Galcherus Salinensis dominus, laudante Mora matre mea comitissa).

Gerardo da Mauretta ebbe otto figli.
1. Beatrice (1160 — 1242) che sposò, nel 1177 Umberto III di Savoia,
2. Alessandra (1164-1242), sposata con Ulrico di Baugey,
3. Stefano (1157-1193) arcivescovo di Besançon,
4. Gaucher (1153-1219), signore di Salins, nel 1180 sposò Matilde I di Borbone, e, nel 1200 Alice de Dreux, figlia de Roberto II di Dreux,
5. Guglielmo (1155-1224), Conte di Mâcon
6. Gerardo (1166-1211), signore di Vadans.
7. Ide (1162-1224), sposò Umberto di Coligny,
8. Rinaldo (1168-1213).

## Ascendenza
|                          |   |                      | Genitori                  |  |  | Nonni |  |  | Bisnonni                |  |  | Trisnonni             |  |
|                          |   |                      |                           |  |  |       |  |  | Guglielmo I di Borgogna |  |  | Rinaldo I di Borgogna |  |
|                          |   |                      |                           |  |  |       |  |  | Guglielmo I di Borgogna |  |  | Rinaldo I di Borgogna |  |
|                          |   | Alice di Normandia   |                           |  |  |       |  |  | Guglielmo I di Borgogna |  |  |                       |  |
| Stefano I di Mâcon       |   |                      |                           |  |  |       |  |  | Guglielmo I di Borgogna |  |  |                       |  |
|                          |   | Stefania di Borgogna | …                         |  |  |       |  |  |                         |  |  |                       |  |
|                          |   | Stefania di Borgogna | …                         |  |  |       |  |  |                         |  |  |                       |  |
|                          |   | Stefania di Borgogna | …                         |  |  |       |  |  |                         |  |  |                       |  |
| Guglielmo IV di Borgogna |   | Stefania di Borgogna |                           |  |  |       |  |  |                         |  |  |                       |  |
|                          |   | Gerardo di Lorena    | Gerardo IV di Bouzonville |  |  |       |  |  |                         |  |  |                       |  |
|                          |   | Gerardo di Lorena    | Gerardo IV di Bouzonville |  |  |       |  |  |                         |  |  |                       |  |
|                          |   | Gerardo di Lorena    | Gisella                   |  |  |       |  |  |                         |  |  |                       |  |
| Beatrice di Lorena       |   | Gerardo di Lorena    |                           |  |  |       |  |  |                         |  |  |                       |  |
|                          |   | Edvige di Namur      | Alberto I di Namur        |  |  |       |  |  |                         |  |  |                       |  |
|                          |   | Edvige di Namur      | Alberto I di Namur        |  |  |       |  |  |                         |  |  |                       |  |
|                          |   | Edvige di Namur      | Ermengarda di Lotaringia  |  |  |       |  |  |                         |  |  |                       |  |
| Gerardo I di Mâcon       |   | Edvige di Namur      |                           |  |  |       |  |  |                         |  |  |                       |  |
|                          | … | …                    |                           |  |  |       |  |  |                         |  |  |                       |  |
|                          | … | …                    |                           |  |  |       |  |  |                         |  |  |                       |  |
|                          | … | …                    |                           |  |  |       |  |  |                         |  |  |                       |  |
| Tebaldo di Traves        | … |                      |                           |  |  |       |  |  |                         |  |  |                       |  |
|                          |   | …                    | …                         |  |  |       |  |  |                         |  |  |                       |  |
|                          |   | …                    | …                         |  |  |       |  |  |                         |  |  |                       |  |
|                          |   | …                    | …                         |  |  |       |  |  |                         |  |  |                       |  |
| Alice di Traves          |   | …                    |                           |  |  |       |  |  |                         |  |  |                       |  |
|                          |   | …                    | …                         |  |  |       |  |  |                         |  |  |                       |  |
|                          |   | …                    | …                         |  |  |       |  |  |                         |  |  |                       |  |
|                          |   | …                    | …                         |  |  |       |  |  |                         |  |  |                       |  |
| …                        |   | …                    |                           |  |  |       |  |  |                         |  |  |                       |  |
|                          |   | …                    | …                         |  |  |       |  |  |                         |  |  |                       |  |
|                          |   | …                    | …                         |  |  |       |  |  |                         |  |  |                       |  |
|                          |   | …                    | …                         |  |  |       |  |  |                         |  |  |                       |  |
|                          |   | …                    |                           |  |  |       |  |  |                         |  |  |                       |  |

### Fonti primarie
- (LA)  Histoire générale et particulière de Bourgogne. Tome 1.
- (LA)  Recueil des chartes de l'abbaye de Cluny. Tome 5.
- (LA)  Obituaires de la province de Sens. Tome 1 / Tome 1 / Partie 1.
- (LA)  Monumenta Germaniae Historica, Scriptores, tomus XXIII.
- (LA)  (FR)  Lettre touchant Béatrix comtesse de Chalon.
- (LA)  (FR)  Histoire généalogique des sires de Salins au comté de Bourgogne.
- (LA)  Biblioteca Sebusiana.

### Letteratura storiografica
- Austin Lane Poole, "Federico Barbarossa e la Germania", cap. XXIII, vol. IV (La riforma della chiesa e la lotta fra papi e imperatori) della Storia del Mondo Medievale, 1999, pp. 823–858.
- (FR)  Histoire de Mâcon du IXème au XIIIème.